# Them (The Walking Dead)
«Ellos» —título original en inglés: «Them»— es el décimo episodio de la quinta temporada de la serie de televisión The Walking Dead. Se estrenó el día 15 de febrero de 2015. Fue dirigido por Julius Ramsay y el guion estuvo a cargo de Heather Bellson. Se estrenó el 16 de febrero de 2015 por la cadena Fox en España e Hispanoamérica. En el episodio, el grupo de Rick Grimes (Andrew Lincoln) está agotado y deshidratado de su viaje a Washington D. C., mientras que varios miembros del grupo reunidos nuevamente continúan lamentando las recientes pérdidas de Beth y Tyreese y a su vez cuestionan sus posibilidades de supervivencia.
El episodio se centra principalmente en los personajes de Maggie, Sasha, y Daryl que lidian con las pérdidas de Beth y Tyreese. También se centra en Glenn hundiéndose en la depresión y abandonando la esperanza, mientras que Abraham se vuelve intensamente solitario y Michonne lucha por seguir aferrándose a la esperanza. También presenta la introducción de Ross Marquand como  Aaron, un personaje prominente de basado en el libro de historietas, ya que marca su debut en la serie de televisión.

## Argumento
El grupo sigue sin recuperarse por las pérdidas de Beth y Tyreese. Maggie (Lauren Cohan), Sasha (Sonequa Martin-Green) y Daryl (Norman Reedus) son los más afectados en el grupo. Con la disminución de los suministros en su viaje a Washington D. C., el grupo se queda sin gasolina, lo que obligó a viajar a pie. El grupo está agotado y deshidratado debido a la disminución de provisiones, y sus intentos de encontrar agua no tienen éxito. Sin aparente alivio a la vista, comienzan a cuestionar sus posibilidades de supervivencia. En el camino, Carl (Chandler Riggs) le da a Maggie una cajita de música y el Padre Gabriel (Seth Gilliam) le ofrece su consuelo por las muertes de Beth y Hershel, pero ella lo rechaza y lo cuestiona por haber abandonado a sus seguidores al bloquearles la entrada de su iglesia y diciéndole que jamás llegó a conocer a su hermana y a su padre. El grupo es seguido por una manada de caminantes. Sasha quiere sacarlos pero Michonne (Danai Gurira) le aconseja no hacerlo, señalando que Tyreese hizo lo mismo después de perder a Karen y eso casi lo mata.
Rick (Andrew Lincoln) organiza un plan para eliminar los caminantes lanzándolos al barranco de un puente, pero Sasha cobra enojo hacia ellos con su cuchillo, lo que obliga al grupo a abandonar el plan y comienzan a eliminar a los caminantes uno por uno. Se las arreglan para matar a todos los caminantes, pero experimentan algunos sustos cuando varios de ellos son casi mordidos. Michonne sigue reprochando a Sasha por su temeridad, y le advierte que podría terminar como su hermano. Maggie está perturbada cuando descubre en la maletera de un coche a un caminante femenino atado, y posteriormente Glenn (Steven Yeun) lo elimina.
Mientras que el grupo está en reposo, una jauría de perros llegan, y son rápidamente eliminados por Sasha y luego el grupo se los comen. Mientras comen, Padre Gabriel lanza su cuello de sacerdote al fuego, lo que significa su fe perdida. A pesar de la comodidad de Carol (Melissa McBride), un Daryl en duelo comienza a quebrantar de dolor y llora desconsoladamente. Después de un tiempo a solas, Daryl se reúne con el grupo, que empiezan a sospechar de varias botellas de agua en el medio de la carretera, con una nota que venían de "un amigo". Eugene (Josh McDermitt) intenta beber un poco de agua, pero Abraham (Michael Cudlitz) golpea la botella lejos de él. De pronto comienza a llover y el grupo se regocija al capturar el agua con la boca antes de darse cuenta de que la lluvia ha agravado en una tormenta eléctrica. El grupo se llevan las botellas de agua antes de esconderse en un granero que Daryl encontró.
Mientras que los supervivientes se amontonan en una fogata en el granero, Rick le dice al grupo la historia de su abuelo, que luchó en la Segunda Guerra Mundial y sólo sobrevivió por convencerse de que él era ya un hombre muerto. Rick instruye al grupo que, al igual que su abuelo, que tienen que vivir con la realidad, a "hacer lo que ellos tienen que hacer", y para decirse a sí mismos que "ellos son los muertos vivientes". Daryl se ve fuera de la entrada para ver que una manada de caminantes y al ver a Daryl intentan romper la puerta del establo; el grupo trabaja junto a su suerte a para fortalecer la puerta. A la mañana siguiente, la tormenta ha diezmado y los caminantes reducidos, dejando el grupo sorprendido de que de alguna manera sobrevivieran tanto a los caminantes como a la tormenta. Maggie despierta a Sasha y la lleva afuera para ver la salida del sol. Sasha expresa la angustia como ella no sabe cómo continuar (exactamente lo mismo se lo dijo a Noah previamente). Maggie no puede obtener el trabajo de hacer sonar la cajita de música y comienza a reírse con Sasha. Maggie y Sasha son entonces sorprendidas por un misterioso hombre llamado Aaron (Ross Marquand), que se identifica como el "amigo" que dejó las botellas de agua antes y desea hablar con Rick. Maggie y Sasha son sorprendidos y angustiados con Aaron que sabe de alguna manera el nombre de Rick y que Rick es su líder. De repente, la cajita de música comienza a sonar.

## Producción
A partir de este episodio, los nombres de Emily Kinney y de Chad L. Coleman ya no aparecen en los créditos de apertura.

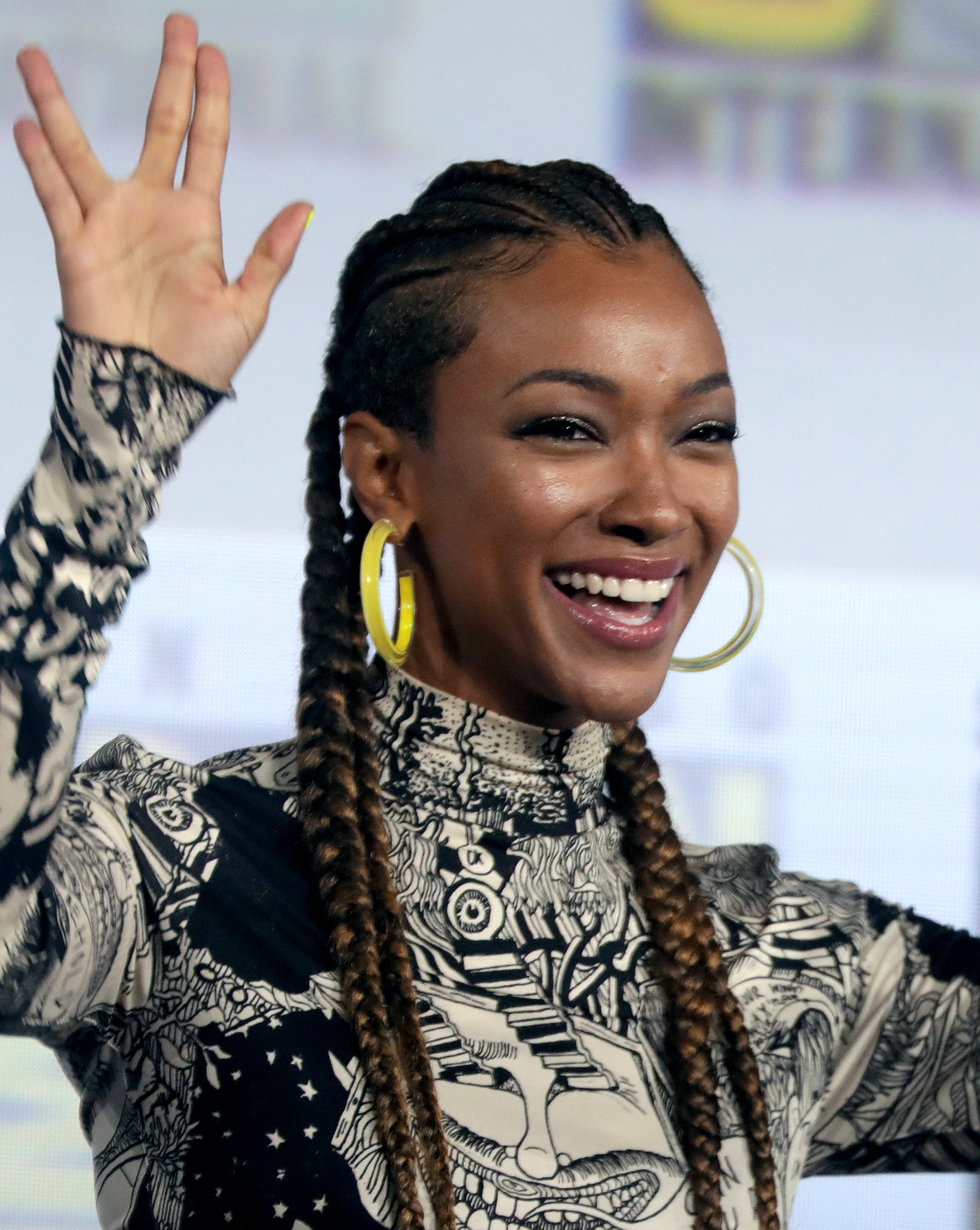
Sonequa Martin-Green recibió elogios por su actuación como Sasha en este episodio.

## Recepción

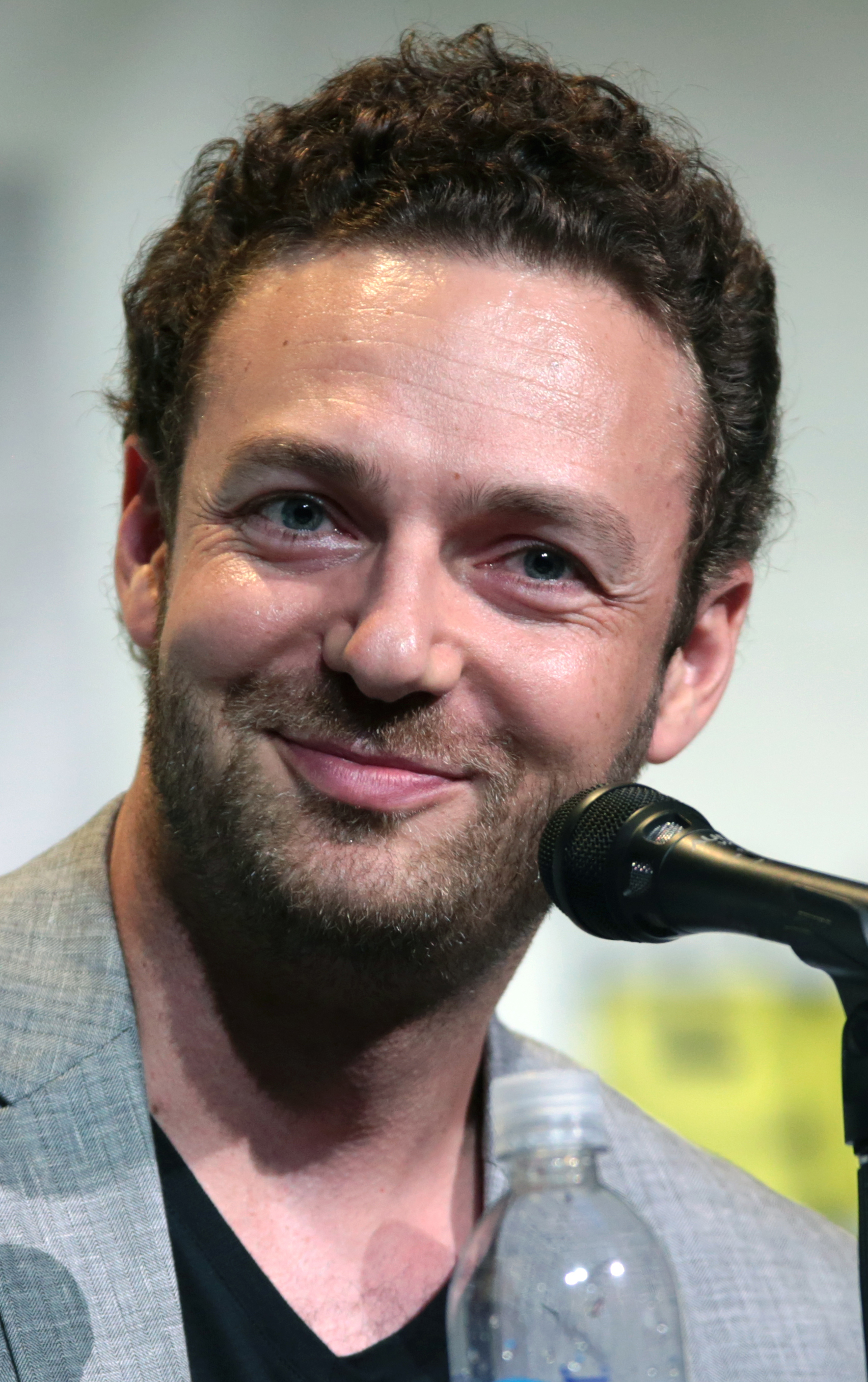
Ross Marquand hizo su primera aparición como Aaron en este episodio.

### Audiencia
Al emitirse, el episodio fue visto por 12.27 millones de espectadores estadounidenses con una calificación de 18-49 de 6.2, una disminución en la audiencia del episodio anterior que tuvo 15.64 millones de espectadores y una calificación de 18-49 de 8.0.
En Australia, el episodio fue visto por 70,000 espectadores, lo que lo convirtió en la segunda transmisión más vista en la televisión de pago ese día. La transmisión del Reino Unido fue la tercera más vista en la red ese mes, con 893,000 espectadores.

### Recepción crítica
El episodio recibió críticas generalmente positivas, con muchos aspectos de alabanza como el tema de pena, la introducción de Aaron al final y las secuencias que involucran al granero y a Sasha alimentando su ira en zombis. Laura Prudom para Variety comentó positivamente sobre el episodio llamándolo "contemplativo pero emocionalmente satisfactorio".
En su crítica para el episodio, Ron Hogan para Den of Geek! Comentó positivamente sobre los temas del episodio y sintió que Sonequa Martin-Green ofreció la mejor actuación del episodio.
Rebecca Hawkes de The Daily Telegraph le dio al episodio 4 estrellas llamándolo "místico". Ella sintió que el episodio "planteó preguntas interesantes sobre si una vida basada en la supervivencia es poco mejor que estar muerto", refiriéndose a la escena en la que Rick se refiere a los sobrevivientes como "los muertos vivientes", haciendo referencia al título de la serie. Además evaluó que "si bien Gabriel pudo haber rechazado la religión, en realidad fue un episodio lleno de momentos extrañamente religiosos que inspiraron esperanza, incluida la llegada fortuita de una tormenta de lluvia justo cuando el grupo estaba luchando con su sed. Una secuencia en la que Daryl, Maggie y Sasha mantuvieron una puerta de granero cerrada contra una avalancha de caminantes que tenían una cualidad mística y onírica ". Elogió la escena final, calificándola de "refrescante" que la serie "está volviendo a una fórmula más basada en la trama".
Matt Fowler de IGN reaccionó positivamente al discurso de Rick, la escena involucraba a Sasha sacando su rabia contra los zombis y la introducción de Aaron de la serie de cómics. Aunque, sintió que el episodio cubría el viejo terreno. En general, le dio al episodio un 7,6 sobre 10. USA Today También disfrutó de la escena que involucra a Sasha, y calificó la escena de Aaron como un "nuevo desarrollo emocionante".